# ابلق (معماری)

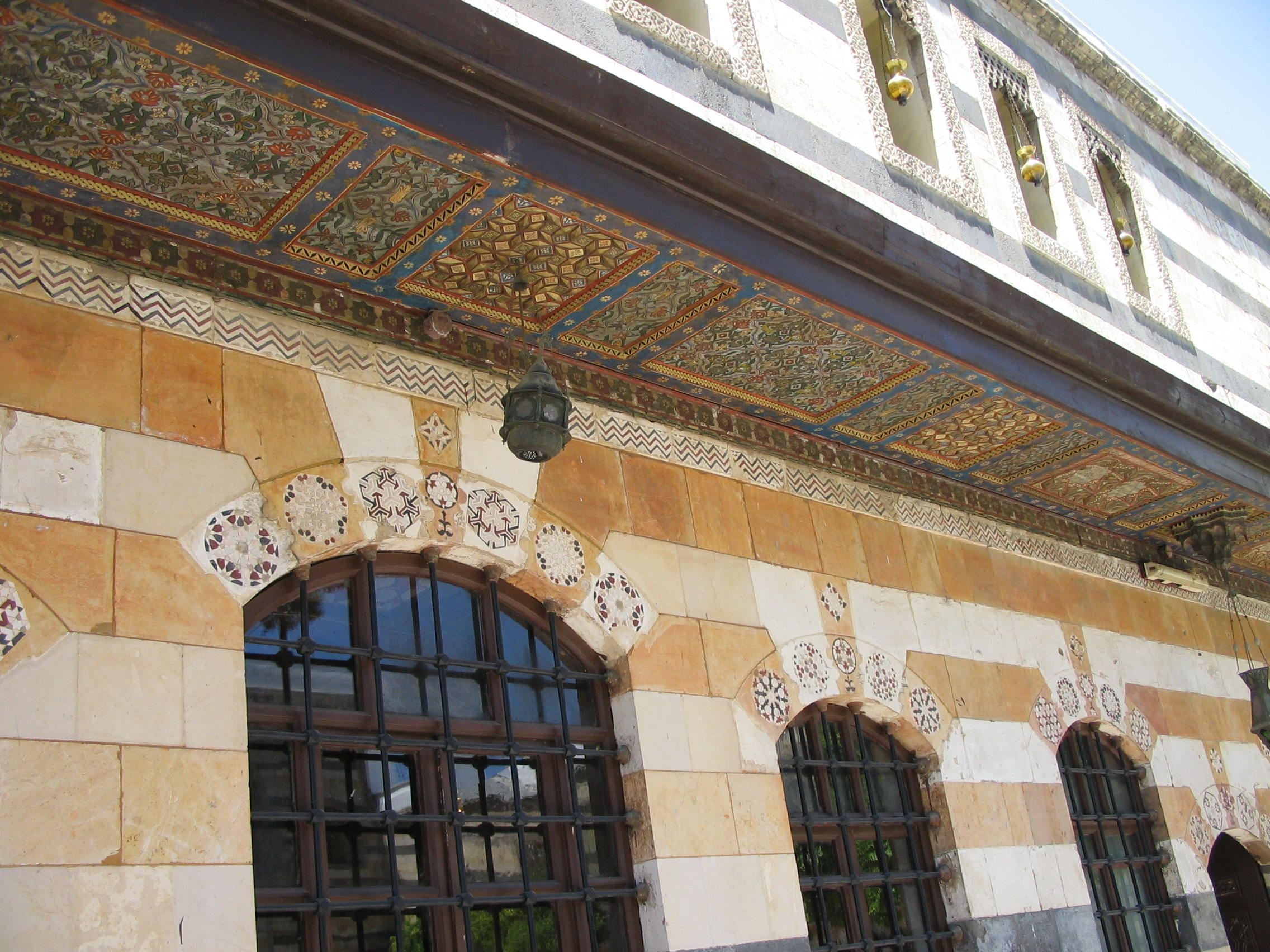
دیوارهای کاخ العظم

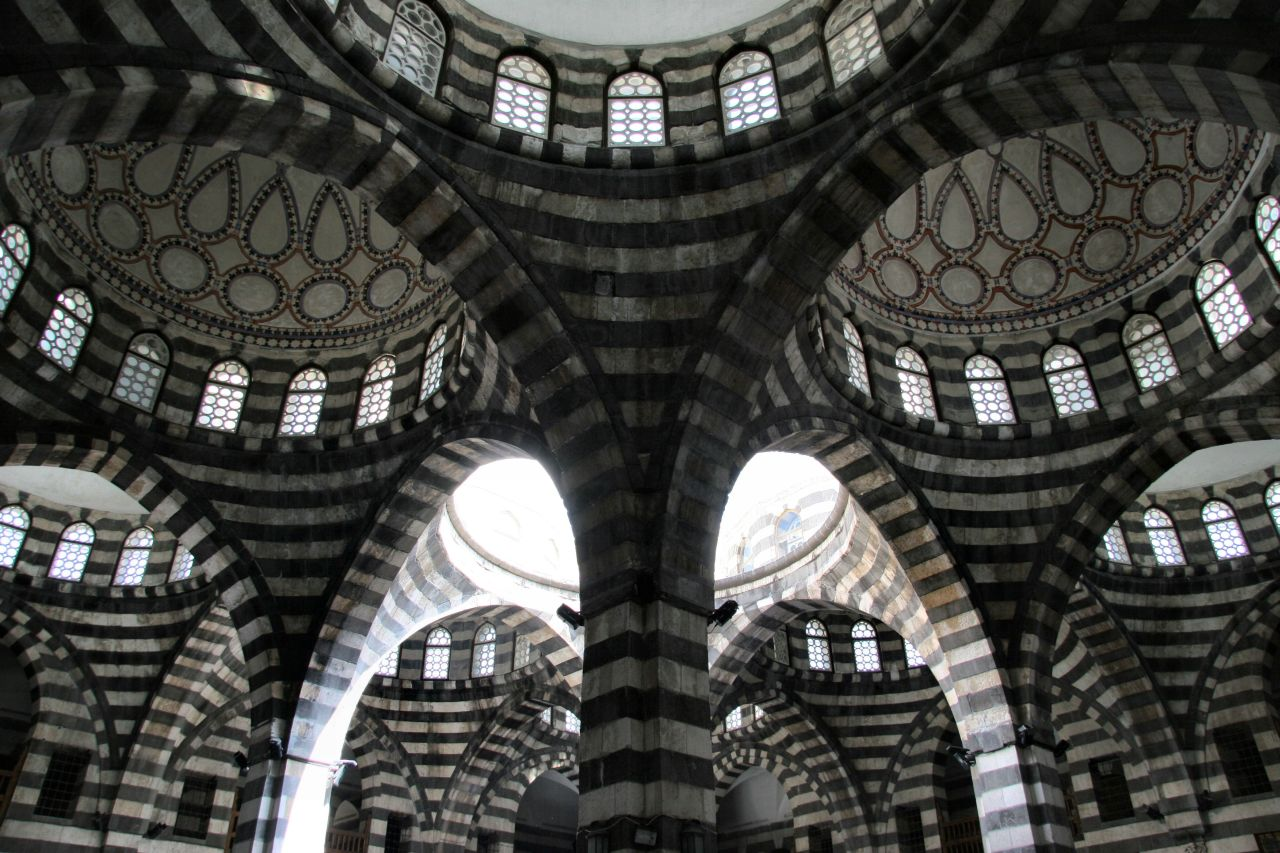
خان اسعد پاشا

ابلق (از زبان عربی به معنای پیسه) سبکی در معماری است که در آن ردیف‌های سنگی متشکل از سنگ‌های تیره و روشن به سکل متناوب یا نوسانی استفاده می‌شوند. سوابق تاریخی نشان می‌دهد که آغاز استفادهٔ این چنین از مصالح به جنوب سوریه بر می‌گردد. امروزه ابلق به عنوان نشانه‌ای از معماری عربی به خصوص در تزئینات عربی-اسلامی در معماری شناخته می‌شود. اولین استفاده ثبت شده از واژه ابلق مربوط به تعمیرات مسجد اموی دمشق در ۱۱۰۹ است، اما این روش بسیار قبل از آن هم استفاده می‌شده‌است.

### کتابشناسی
- Allen, Terry (2008). Pisa and the Dome of the Rock (electronic publication) (2nd ed.). Occidental, California: Solipsist Press. ISBN 0-944940-08-0. Retrieved January 28, 2012.
- Petersen, Andrew (March 14, 2007). Dictionary of Islamic Architecture (Reprint ed.). Taylor & Francis. p. 2. ISBN 0-415-21332-0. Retrieved January 28, 2012.
- Walls, Archibald G. (December 31, 1990). Geometry and architecture in Islamic Jerusalem: a study of the Ashrafiyya. Scorpion Publishing Ltd. pp. 18, 40, 144. ISBN 978-0-905906-89-8. شابک ‎۰−۹۰۵۹۰۶−۸۹−۶. Retrieved January 28, 2012.

## برای مطالعهٔ بیشتر
- Rabbat, Nasser O. (1995). "The citadel of Cairo: a new interpretation of royal Mamluk architecture". 14. E.J. Brill. ISBN 90-04-10124-1. {{cite journal}}: Cite journal requires |journal= (help)